# Flugkontrollrechner
Der Flugkontrollrechner (engl.: flight control computer, abgekürzt FCC) ist eine Schnittstelle zwischen Pilot und Stellfläche und wird in der Fly-by-Wire-Steuerung benutzt.
Man unterscheidet zwischen Primary Flight Control und Secondary Flight Control.
FCCs werden als Quadruplexsysteme oder als Duplexsysteme verschaltet, um redundante Systeme zu erzeugen. Auf diese Weise wird die hohe Zuverlässigkeit bei den Luftfahrtsystemen erreicht.
Typische Aufgaben vom FCC sind: 
- Stabilitätsregelung
- Lageregelung
- Bahnregelung